# Raundalens kyrka
Raundalens kyrka (norska: Raundalen kirke) är en kyrka som ligger i Raundalen i Voss kommun i Vestland fylke i västra Norge.

## Kyrkobyggnaden
Kyrkan som är den första på platsen uppfördes 1921 efter ritningar av arkitekt Haldor Larsen Børve. Omgivande gravplats togs i bruk redan år 1905.
Träkyrkan består av ett rektangulärt långhus med ett smalare och lägre kor i öster. Byggnadsstilen är nationalromantik och kyrkan påminner om en stavkyrka. Mitt på långhusets tak finns en takryttare som kröns med en kyrktupp. Kyrkorummet är indelat i tre skepp.

## Inventarier
- Altartavlan är målad av Lars Osa och skildrar Jesu gravläggning.
- Dopfunten av trä är tillverkad av Styrk Fjose.
- Mitt i kyrkorummet hänger en ljuskrona som består av en ring smidd av järn.
- Orgeln tillkom vid kyrkans 50-årsjubilem och invigdes 22 november 1971. Orgeln har sju stämmor fördelade på två manualer och pedal.
- I takryttaren hänger en kyrkklocka. Ännu en kyrkklocka finns i en fristående klockstapel.